# Colonia de muncă Galeșu
Colonia de muncă Galeșu a fost o colonie penitenciară din România situată în Nazarcea (fost Galeșu), fiind una din cele 10 organizate de-a lungul traseului canalului Dunăre-Marea Neagră. În acest lagăr de muncă au fost internați oponenți ai regimului comunist.